# Безплатне ремесне караїмське училище для дітей усіх звань імені С. Когена
Безплатне ремісниче караїмське училище для дітей всіх звань — національний караїмський шестикласний навчальний заклад, який діяв в Євпаторії з 1895 до 1919 рр. Це училище було орієнтоване на отримання небагатою караїмською молоддю робітничих спеціальностей.
Училище заснував Соломон Коген, великий київський тютюновий фабрикант, уродженець Євпаторії. На відміну від міських народних училищ Міністерства народної освіти, замість християнського віровчення і церковнослов'янської мови викладалося караїмська віровчення і давньоєврейську мову.
Спеціально для училища було споруджено будинок з добре обладнаними ремісничими майстернями: слюсарно-ковальською, столярною, колісною, токарною по дереву і металу, чавуноливарною. Після закриття училища майстерні перейшли до трамвайного парку.
Знаходиться за адресою: Євпаторія, вул. Володарського, 13. На будівлі встановлена пам'ятна дошка [Архівовано 2 червня 2021 у Wayback Machine.] .

## Дітература
- Прохоров Д. А. Евпаторийское караимское ремесленное училище им. С. А. Когена: К 115-летию со дня открытия // Материалы науч.-практич. конф. «X Таврические научные чтения», г. Симферополь, 29 мая 2009 г.; Сб. научн. тр.; Под ред. Е. Б. Вишневской: В 2 ч. — Симферополь, 2009. — Ч. 2. — С. 64–74.
- Прохоров Д. А. Профессионально-технические учебные заведения в российской государственной системе караимского народного образования Таврической губернии во второй половине XIX — начале XX вв. // Материалы II Межвузовской научно-практической конференции «Социально-политические и культурные проблемы современности»; 24 апреля 2009 г. — Симферополь: ДИАЙПИ, 2009. — С. 203—207.
- Лебедева Э. И. Очерки по истории крымских караимов-тюрков — Симферополь. — 2000. — 116 с.